# 陽雲寺 (埼玉県上里町)
陽雲寺（よううんじ）は、埼玉県児玉郡上里町にある曹洞宗の寺院。

## 歴史
820年（弘仁11年）、慈覚大師円仁によって開山された。当初は「満願寺」という名称であったが、室町時代末期に斎藤氏によって再興し、「崇栄寺」に改称された。しかし、神流川の戦いの兵火で廃寺状態となった。その後、徳川家康の家臣河窪信俊によって再再興され、「陽雲寺」に改称された。

## 秀姫伝説
当寺には、下記のような武田信玄の継室三条夫人「秀姫」（以降、「秀姫」とする）の伝説が伝わっている。ちなみに史実では、三条夫人の本名は不明であり、信玄に先立つこと1570年（元亀元年）に亡くなっている。
秀姫は、1568年（永禄11年）の駿河侵攻が開始された頃に出家し、河窪信俊を養育していた。信俊は信玄の甥にあたり、後に徳川家康に召し出されて、当地を所領として与えられた。信俊は秀姫とともに所領に赴き、廃寺状態だった当寺を再興し、秀姫を住まわせた。秀姫は当寺で余生を過ごし、1618年（元和4年）に97歳で世を去ったという。
秀姫が三条家の出身であることから、明治になり三条実美が自筆の扁額や刀を奉納している。

## 文化財
- 銅鐘（埼玉県指定有形文化財 昭和39年3月27日指定）[3]
- 十五仏古画（上里町指定有形文化財 昭和37年2月22日指定）[4]
- 古銅正観音立像（上里町指定有形文化財 昭和37年2月22日指定）[4]
- 釈迦如来像（上里町指定有形文化財 昭和37年2月22日指定）[4]
- 銅鐘（上里町指定有形文化財 昭和37年2月22日指定）[4]
- 三条実美公寄贈野剣（上里町指定有形文化財 昭和37年2月22日指定）[4]
- 伝武田信玄・陽雲院夫妻画像（上里町指定有形文化財 昭和49年2月22日指定）[4]
- 陽雲寺中世文書（上里町指定有形文化財 昭和49年2月27日指定）[4]
- 陽雲院之墓（上里町指定史跡 昭和37年2月22日指定）[4]
- 畑時能供養祠（上里町指定旧跡 昭和37年2月22日指定）[4]

## 交通アクセス
- 神保原駅より徒歩28分。